# Kalle Stropp och Grodan Boll räddar Hönan
Kalle Stropp och Grodan Boll räddar Hönan este un film de animație suedez din 1987

## Distribuție
- Thomas Funck-Kalle Stropp/Grodan Boll/Papegojan/Plåt-Niklas/Räven/Pudding/Karlsson/Hönan